# Шапсуги
Шапсу́ги (самоназвание: адыгэ, шапсыгъ) — субэтнос адыгов, в прошлом — одно из крупнейших адыгских племён. Проживают в Адыгее и в Краснодарском крае (район Туапсе и Сочи). Говорят на шапсугском диалекте адыгейского языка.

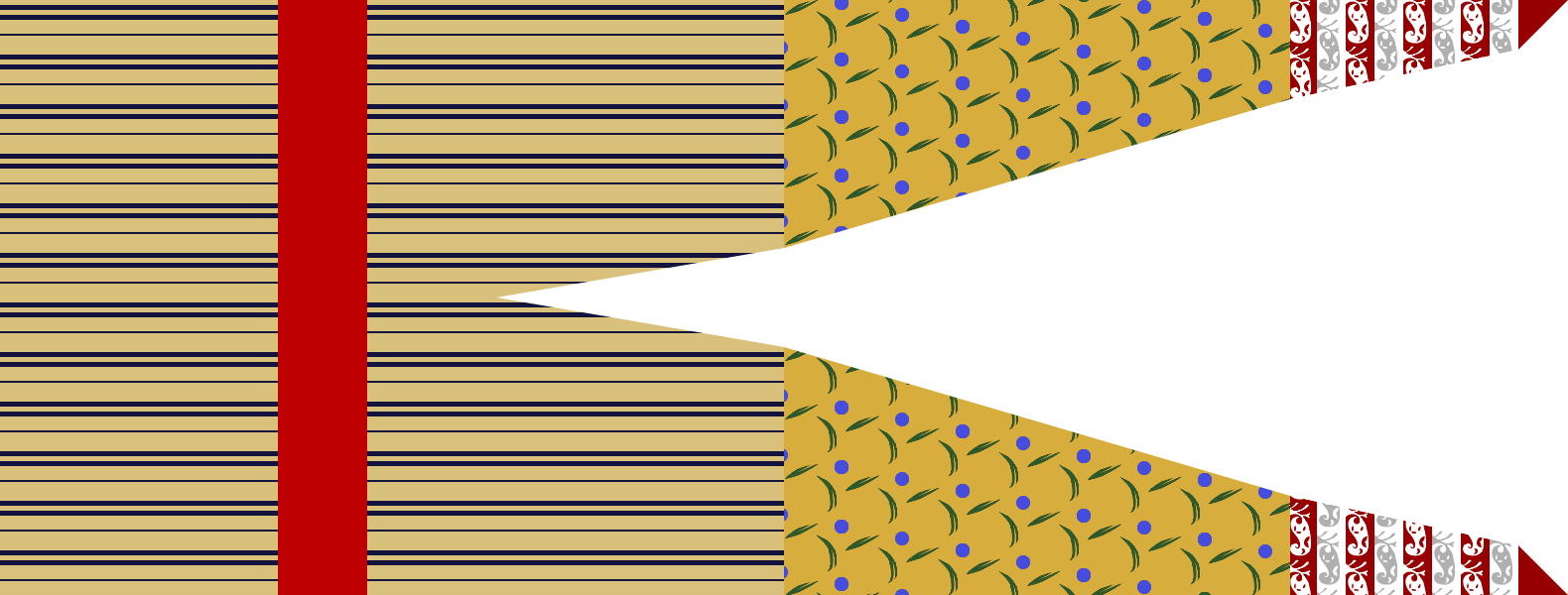
Шапсугское военное знамя XIX века.

## Общие сведения
Шапсуги проживают в Российской Федерации, а также широко представлены в странах, где проживают представители адыгской диаспоры — в Турции, Сирии, Иордании, Израиле и т. д. В России живут на территории исторической Шапсугии — в Туапсинском районе и Сочи (Лазаревский район) в Краснодарском крае, а также в Адыгее. Многие во время переписей продолжают записываться черкесами или адыгейцами.
«Численность коренного населения Кубанской области (1879 г.)» — 5,0 тыс. чел. В советский период переписями шапсуги не учитывались и по косвенным данным в 1926 году их насчитывалось около 4 тыс. человек. По переписи 2002 года в России проживает 3,2 тысяч шапсугов; по переписи 2010 года — 3,9 тысяч. Однако, реальная численность шапсугов намного больше, так как шапсугов проживающих на территории республики Адыгея, продолжают записывать адыгейцами. А многие причерноморские шапсуги продолжают записываться черкесами или адыгейцами.
Шапсу́ги говорят на шапсугском диалекте адыгейского языка, относящемся к абхазо-адыгской семье языков. По российскому законодательству официально являются малым народом.
Численность адыгов в причерноморских населённых пунктах, по данным Всероссийской переписи населения 2010 года:
Краснодарский край:
- город Сочи: 4 778 чел.
  - Лазаревский район: 4 014 чел.
  - Сельские округа, подчиненные администрации Лазаревского района
    - Кировский сельский округ
      - аул Тхагапш: 131 чел.

    - Кичмайский сельский округ
      - аул Большой Кичмай: 597 чел.
      - аул Малый Кичмай: 185 чел.

    - Лыготхский сельский округ
      - аул Калеж: 362 чел.
      - аул Лыготх: 38 чел.
      - аул Наджиго: 121 чел.
      - аул Хаджико: 469 чел.
- Туапсинский район: 4 183 чел.
  - город Туапсе: 804 чел.
  - Новомихайловское городское поселение: 843 чел.
    - пгт Новомихайловский: 434 чел.
    - аул Псебе: 368 чел.

  - Вельяминовское сельское поселение:
    - село Цыпка: 166 чел.

  - Георгиевское сельское поселение: 544 чел.
    - аул Большое Псеушхо: 111 чел.
    - аул Малое Псеушхо: 223 чел.
    - село Георгиевское: 145 чел.

  - Небугское сельское поселение: 1 725 чел.
    - аул Агуй-Шапсуг: 1 501 чел.
    - село Небуг: 101 чел.

Также причерноморские адыги составляют большинство в внутригородских микрорайонах Сочи — Ахинтам, Хатлапе, Шахе и Шхафит.

## История
О древнейшей истории адыгов, в том числе и шапсугов, нам рассказывают артефакты следующих археологических культур — майкопская, дольменная, меотская и др., которые составляют драгоценный фонд многих исторических музеев, как в Адыгее, в России, так и за рубежом. Шапсуги составляли одну из самых крупных групп не только причерноморских адыгов, но и всего адыгского (черкесского) этнического массива. Насчитывали несколько сотен тысяч человек (по данным Г. Новицкого - 300.000). Они населяли земли между реками Джубга и Шахе (так называемый Малый Шапсуг) и высокогорные лесистые области на северных склонах Кавказского хребта по рекам Антхир, Абин, Афипс, Вулан, Шебш и др. (Большой Шапсуг). В течение долгого времени отстаивали свою независимость в борьбе с Крымским ханством.
Современные исследования подтвердили (Максидов А. А., Чирг А. Ю.) — Древняя Шапсугия успешно осуществляла внешнюю торговлю и особенно активно с Анатолией. Впервые шапсуги названы своим именем в турецких хрониках 20-х годов XVIII века, в связи с борьбой адыгов против Крымского ханства, хотя известный историк Кавказской войны В.А. Потто утверждает, что уже в русских летописях рассказывается о походах князя Святослава на чепсугов (шапсугов). Во всяком случае, чапсогов упоминает Шора Ногмов среди племен, которых в первой трети XVI века повел в поход на Кабарду князь Идар Унармасов.
Итальянский путешественник Джорджио Интериано писал: "Они постоянно воюют с татарами, которые окружают их почти со всех сторон. Ходят даже за Босфор вплоть до Херсонеса Таврического, той провинции, где находится колония Каффа, основанная в древности генуэзцами. Охотнее всего совершают походы в зимнее время, когда море замерзает". В 1713 году на реке Пшад они разбили напавших на них крымских татар, взяв в плен хана Девлет-Гирея. В русских документах за 1743 год, имеется упоминание о народе шапсе, соседнем с абазе, который «имеет особливый язык и такое же правление».
При заключении Адрианопольского мирного договора Турция отказалась в пользу России от всего восточного берега Чёрного моря до границы Абхазии. Эта уступка, однако, в глазах горцев не имела никакой правовой силы, потому что признавали авторитет султана только в духовном смысле, но не в административном. Широко известен ответ одного из шапсугских предводителей генералу Н.Н. Раевскому на его слова о том, что султан отдал шапсугов "в пеш-кеш - подарил русскому царю" - "А! Теперь понимаю, - сказал шапсуг и указал ему на птичку, сидевшую на рядом стоящем дереве. - Генерал, дарю тебе эту птичку, возьми её!" "Очевидно было, - пишет Ф.Ф Торнау, приведший эту историю, - что при таком стремлении к независимости одна сила могла переломить упорство черкесов".
Правомочность притязаний России на Черкесию подвергалась сомнению в британской политике. После задержания в 1836 году русским военным кораблём английской шхуны "Виксен", доставившей шапсугам соль, порох и оружие в нарушение российских таможенно-карантинных правил, тори поставили в парламенте вопрос о международном статусе Черкесии.
В мае 1837 года в Геленджике состоялась встреча генерала А.А. Вельяминова с уполномоченных от шапсугов и натухайцев, которые отвергли право султана уступать их земли России, потому что султан никогда ими не владел, объявили, что весь народ положил драться за свободу не на жизнь а на смерть, и кончили, как пишет Г.И. Филипсон, "предложением вернуться без боя за Кубань и жить в добром соседстве".
Во время Кавказской войны шапсуги оказались одними из самых упорных противников России, вошли в созданный Шамилем союз, существовавший до 1859 года. В конце 1860 года был учреждён меджлис, объединивший шапсугов, абадзехов, убыхов и натухайцев.
В сентябре 1860 года на землях шапсугов было воздвигнуто укрепление Григорьевское. "Русские, очень хорошо знавшие, - писал участник событий, - что у черкесов не было артиллерии, совершенно безопасно продвигались всё более и более в горы". Встреча шапсугских, натухаевских и убыхских старейшин с императором Александром II во время его приезда на Западный Кавказ в сентябре 1861 года закончилась безрезультатно. В 1864 подавляющее большинство шапсугов вместе с другими адыгами была выселена в Турцию, где была частично ассимилирована. На Кавказе осталось около 5 тысяч шапсугов, их земли стали заселяться славянскими, армянскими и греческими колонистами. Чрезвычайно ценные и живые подробности последней фазы Кавказской войны и переселения шапсугов содержатся в воспоминаниях Льва Тихомирова.
В 1924 году был создан Шапсугский национальный район с центром в Туапсе, затем в селах Красноалександровское и Лазаревское, в 1945 году преобразованный в Лазаревский район Краснодарского края (с 1961 года — Лазаревский район города Сочи). В 20-е годы шапсугский лидер Юсуф Нагучев добивался создания национальной республики, но в итоге был репрессирован. Несколько сот шапсугов сражались на фронтах Великой Отечественной войны, трое из них были удостоены звания Героя Советского Союза. На 1-м съезде шапсугского народа в 1990 году была принята декларация о восстановлении Шапсугского национального района. 12 июня 1992 года Президиум ВС РФ принял постановление о создании Шапсугского национального района.
Среди шапсугов в языковом отношении выделяются хакучи.
Энциклопедический словарь Брокгауза и Ефрона в конце XIX века сообщал :

Шапсуги — сильное черкесское племя, жившее по обоим склонам Главного Кавказского хребта, занимая на северной его стороне страну между реками Адагумом и Супсой, а на южной — между реками Пшадой и Шахе.
Исторически у шапсугов не было князей (пши); народ делился на вуорков (дворян), торлокотлей (среднее сословие, вольные земледельцы), пшитлей (крестьяне) и унаутов (рабов). Общественный строй, по сути, был аристократическим. Весь народ делился на отдельные самостоятельные общества — псухо и общины — хабль, управлявшиеся своими выборными старшинами или старейшими жителями. Дворяне (вуорки) издавна господствовали среди шапсугов, но мало-помалу народ освобождался от их власти и на народных собраниях стал добиваться упразднения дворянских привилегий, свободы от притязаний дворян на продукты труда и имущество земледельцев.
Побудительным мотивом послужило произошедшее в 1790-х годах возмущение из-за насилия, совершенного дворянами Шеретлуковыми над проезжими торговцами, которые находились под покровительством одного общества. Народ в отместку напал на одного из Шеретлуковых, оскорбил грубыми словами и действиями его мать, захватил его крепостную девушку и разграбил его имущество. Такое неуважение к дворянству было первым примером нарушения дворянских преимуществ и послужило поводом к открытой социальной борьбе.
Шеретлуковы решились кровью омыть нанесенное оскорбление, выселились к бжедухам и в 1793 году отправили в Петербург депутацию, уговорившую императрицу Екатерину II дать им в помощь казаков. В 1796 году бжедухи, получив подмогу от русских (три сотни черноморских казаков с 1 пушкой), одержали над шапсугами решительную победу на берегах р. Бзиюкозауо (см.Бзиюкская битва. Но борьба продолжалась после этого ещё долго, лилась кровь и истреблялось имущество шапсугов и бжедухов. Наконец Шеретлуковы помирились со своим народом и вернулись на родину, кроме Али-султана, который остался в земле Черноморского войска и основал Гривенско-черкесский аул.
В итоге многолетней войны шапсуги добились своего и ограничили права дворян. Хотя дворянство сохранило некоторые привилегии, они имели скорее характер почетных отличий; например, за кровь убитого дворянина уплачивалось 30 голов скота, а за земледельца-торлокотля — 28. За кражу лошади, помимо возвращения украденного, дворянину полагалось ещё 2 лошади, а торлокотлю — одна. Крепостные, видя падение власти и значения дворян, отказались им повиноваться и сбросили с себя их иго.
В конечном итоге, многие дворянские фамилии ушли к соседям, другие — к русским; оставшиеся на родине дворяне потеряли все преимущества, кроме тех, которые даются умом, красноречием и храбростью. Такой же демократический переворот, но постепенно, без кровопролития, совершился у натухайцев и абадзехов в течение двух поколений. Большая часть дел перешла к народному собранию, на которое сходился весь народ и где разбирались крупные тяжбы, общественные нужды и дела.
Законодательная и исполнительная власть находилась в руках народа, а отсутствие главы делало управление республиканским. В собрании присутствовали все сословия, кроме зависимых крестьян; позже собрание составлялось из депутатов от обществ.
Каждое псухо (общество) управлялось своей мирской сходкой — зауча или джеме. Гражданский и юридический быт Шапсуги был основан на трех главных началах: 1) на праве собственности, 2) на праве употребления оружия каждым свободным человеком и 3) на родовом союзе, со взаимной обязанностью защищать друг друга, мстить за смерть, оскорбление и нарушение прав собственности всем за каждого и с ответственностью перед чужими родовыми союзами за всех своих. Суд сначала производился на основании обычая, адата, но затем, под влиянием духовенства, усилившегося вследствие борьбы с русскими и развития фанатизма, стал вводиться суд духовный, по шариату, хотя суд по адату преобладал до конца.
Борьба шапсугов с русскими продолжалась до 1864 года, когда они принуждены были выселиться на Кубанскую равнину или уйти в Турцию. Большинство из них предпочли последнее, хотя многие также были выселены насильно. Южные приморские Шапсуги были покорены генералом Гейманом в 1864 году и тоже выселились в Турцию.

## Общественное устройство до переселения в Турцию
Шапсуги наряду с натухайцами и абадзехами принадлежали к так называемым "демократическим" племенам адыгской общности. Своё этническое название они получили по имени трёх древнейших родов, живших в долине реки Шапсхо. Генерал-лейтенант русской службы И.Ф Бларамберг писал, что племя шапсугов самое могущественное среди всех черкесских племён, что их политическое влияние на соседей очень велико и что они гордятся тем, что свергли своих князей и узденей. Последствием стало то, что одни из дворянских фамилий искали убежища у соседей, другие прибегали к покровительству русских. Так, дворянская фамилия Улагай со многими своими людьми перешла на Черноморскую кордонную линию и впоследствии один из её представителей генерал С.Г. Улагай принял активное участие в Гражданской войне.
Витсен, который ссылается на анонимное французское издание 1679 года, сообщает, что первое известное анти-княжеское выступление состоялось ещё в 1631, когда черкесы "истребили  у себя крупную и мелкую знать и теперь управляются начальниками или вождями, которые живут в полном согласии с общиной".
Действительный член Кавказского отдела Русского Географического Общества Леонтий Яковлевич Люлье пишет, что шапсуги давали у себя прибежище всем недовольным из соседних племён, и от этого народонаселение их быстро увеличивалось, и что "во время нахождения моего в горах я был свидетелем многих подобных переходов". В.А. Потто считал, что разрушение общественного устройства в результате социальных потрясений привело шапсугов к потере самобытности и анархии: "беглецов из одной только Кабарды здесь водворились тысячи".
В то же время, разбирая правовые обычаи шапсугов, Люлье замечал, что "у шапсугов из всех преступлений менее всего было терпимо и строже всего наказывалось нарушение общественных обязательств". "Положение этого народа заставляет его заботиться не о частных фамильных интересах, а направить все стремления к общей пользе", и, хотя драматический финал Кавказской войны не позволил завершиться внутреннему процессу образования государства, пути социальной эволюции, по мнению М.М. Блиева и В.В. Дегоева, были уже отчётливо различимы.
В целом, как русские, так и иностранные путешественники и учёные, сталкивавшиеся с шапсугами, рисуют типичное общество военной демократии в период своего разложения. Существует мнение, что общественный строй этих трех народностей подвергся частичной дефеодализации в результате победы крестьянских восстаний.

## Этнология
В числе уникальных явлений адыгской (черкесской культуры) учёные-этнографы называют широкомасштабные игрища джэгу, вобравшие в себя все черты средневекового праздника или карнавала. Игрища устраивались часто и по самым разным поводам: свадьба, поминки, возвращение из похода, чествование божества и т,д.
"Счастлив тот, кто хоть раз присутствовал на шапсугском игрище, - писал Ш.Д. Инал-Ипа, - видел зажигательные танцы, виртуозные номера всадников, слышал необычайные по силе воздействия песни и поэтические послания, наблюдал образцы рыцарской этики и этикета".
Другой яркой и симпатичной чертой шапсугов наблюдатели называли почтение к старшим. Джеймс Белл, проживший среди шапсугов около трёх лет, отмечает, что "никогда не нарушается закон совершенного уважения к старшим по возрасту", а безусловность этого обычая была такова, что, по словам Ф.Ф. Торнау, священным правом на уважение к своим сединам пользовались даже рабы.
"Суммируя добродетели черкесов, - писал англичанин Эдмонд Спенсер, посетивший Шапсугию в 1830 году, - мы не должны забывать об их милосердии; бедный человек никогда не плачет у двери богатого напрасно". Подтверждал это и Л.Я. Люлье: "У горцев нет нищих, просящих милостыню, но нет также и людей богатых и зажиточных в полном смысле этого слова".
Особенное место в верованиях шапсугов занимала гора Себеркуасха (на картах Собер-баш), находящаяся в верховьях реки Убин. В настоящее время существует обычай 21 мая, в день окончания Кавказской войны, пускать по морю венки в сторону Турции в память соотечественников, вынужденных покинуть родину.

## Лазаревский этнографический музей
В музее можно увидеть исторические реликвии, возраст которых достигает 4-5 тысяч лет, кроме того имеется экспозиция старинного черкесского оружия, снаряжение воина, конской упряжи, красивейшие образцы праздничной адыгской женской одежды (из темного бархата и парчи, украшенной золотой вышивкой, серебряной тесьмой и позолоченными застежками). Шапсугские женщины были искусными мастерицами.

## Современные шапсугские аулы
Современные аулы с преобладающим шапсугским населением
- Туапсинский район Краснодарского края: Агуй-Шапсуг, Большое Псеушхо, Малое Псеушхо, Псебе.
- Лазаревский район города Сочи: Хаджико (ранее Красноалександровский 1-й), Калеж (ранее Красноалександровский 2-й), Лыготх (ранее Красноалександровский 3-й), Наджиго, Большой Кичмай, Малый Кичмай, Тхагапш, Шхафит.
- Тахтамукайский район Адыгеи: Афипсип, Панахес, Псейтук, Хаштук.

В ауле Лыготх находится музей «Усадьба причерноморского шапсуга». В посёлке Лазаревское c 1991 года издаётся газета «Шапсугия».

## Известные шапсуги
- Тугужуко Кызбэч — один из наиболее значительных предводителей адыгов во время Кавказской войны XIX веке
- Ачмизов Айдамир Ахмедович — Герой Советского Союза (31.03.1943)
- Совмен Хазрет Меджидович — президент Республики Адыгея (2002—2007)
- Коблев Якуб Камболетович — Заслуженный тренер СССР
- Шхалахов Валентин Ибрагимович — Заслуженный тренер СССР по дзюдо
- Напсо Кушук Заидович — Заслуженный строитель России, депутат Законодательного Собрания Сочи, член Общественной Палаты города Сочи
- Чуц Абубачир Батербиевич — Герой Советского Союза (1912 — 27.03.1944)
- Тхагушев Исмаил Халалович — Герой Советского Союза (17.03.1920-15.11.1943)
- Бибрас Натхо — футболист сборной Израиля.
- Этхем-черкес — османский и турецкий военный деятель.